# Кировска област
Кировска област е субект в състава на Руската федерация в Приволжки федерален окръг. Площ 120 374 km2 (30-о място по големина в Руската Федерация, 0,7% от нейната територия). Население на 1 януари 2017 г. 1 283 400 души (38-о място в Руската Федерация, 0,87% от нейното население). Административен център град Киров. Разстояние от Москва до Киров 896 km.

## Историческа справка
Първото руско селище в региона Кашкаров се споменава в летописите през 1143 г., преименуван на Котелнич през 1181 г., от 1780 г. град Котелнич. През 1374 г. от новгородците е основан град Вятка, от 1934 г. град Киров. През 1459 г. за първи път е споменат Орлов, като се предполага, че е основан през ХІІ в., през 1780 г. официално е признат за град Орлов. През 1584 г. са основани укрепените пунктове Уржум и Яранск (от 1780 градове), а през 1780 г. за градове са признати Слободской, Малмиж и Нолинск. На 7 декември 1934 г. с постановление на ВЦИК на СССР е образуван Кировски край, отделен от състава на Горкиевски край. На 5 декември 1936 г. Кировски край е преименуван на Кировска област.

## Географска характеристика

### Географско положение, граници, големина
Кировска област се намира в източната част на Европейска Русия, в Приволжки федерален окръг. На север граничи с Архангелска област и Република Коми, на изток – с Пермски край, на югоизток – с Република Удмуртия, на юг – с Република Татарстан, на югозапад – с Република Марий Ел и на запад – с Нижегородска, Костромска и Вологодска област. В тези си граници заема площ от 120 374 km2 (30-о място по големина в Руската Федерация, 0,7% от нейната територия).

### Релеф
Кировска област е разположена в източната част на Източноевропейската равнина. Повърхността ѝ представлява хълмисто-вълниста равнина с общ наклон от север на юг. В централните части на областта, в меридиално направление се простира възвишението Вятски Ували (височина до 284 m). На североизток в пределите на областта попадат части от Верхнекамското възвишение (височина до 337 m – най-високата точка на областта), а на север – възвишението Северни Ували, по което преминава вододела между реките Волга и Северна Двина. По течението на река Вятка са разположени Верхневятската, Чепецката, Кирово-Котелническата и Килмезката низини. Централните и южни райони на областта са набраздени от дълбоки до 30 – 40 m суходолия и оврази. Срещат се и карстови форми – пещери, понори, ували и карстови езера.

### Климат
Климатът е умерено-континентален, с продължителна умерено студена зима и кратко, но сравнително топло лято. Средна януарска температура от -14 до -16 °C, средна юлска температура от 17 до 19 °C. Годишната сума на валежите се колебае от 550 – 600 mm в северните райони до 400 – 450 mm в южните райони. Вегетационния период (минимална денонощна температура 5 °C) продължава от 155 дни на север до 170 дни на юг.

### Води
В Кировска област има 19 753 реки (с дължина над 1 km) с обща дължина 66 628 km и те се отнасят към два водосборни басейна: на река Волга (около 90% от територията на областта), вливаща се в Каспийско море и на река Северна Двина (около 10%), вливаща се в Бяло море. Към водосборния басейн на Волга принадлежи нейния най-голям приток река Кама, която протича през източните райони на областта с част от горното си течение. Към нейния водосборен басейн се отнася най-голямата река в Кировска област река Вятка (десен приток на Кама) със своите големи притоци: леви – Белая Холуница, Чепца, Килмез; десни – Кобра, Летка, Великая, Молома. На запад в пределите на областта протича най-горното течение на река Ветлуга (ляв приток на Волга). Северозападните и крайните североизточни части на областта принадлежат към водосборния басейн на река Северна Двина. Оттук води началото си и протича дясната съставяща на Северна Двина, река Юг с десния си приток Луза, а на североизток извира река Сисола, ляв приток на Вичегда, която е десен приток на Северна Двина.
Поради това, че областта е разположена на вододела между две големи реки, основното количество от реките ѝ са представени предимно с горните си течения. Те са предимно равнинни реки, с бавно течение, малък наклон и много меандри. Подхранването им е смесено с преобладаване на снежното (60%). Водният им режим се характеризира с високо пролетно пълноводие, лятно-есенно маловодие прекъсвано от епизодични прииждания в резултата на поройни дъждове и ясно изразено зимно маловодие. Реките в областта замръзват през първата половина на ноември, а се размразяват в началото на април (в южните части) и в края на април (в северните части).
В областта има над 5,7 хил. езера и изкуствени водоеми с обща площ около 153 km2, в т.ч. около 1180 езера с площ над 10 дка. Най-разпространените езера са крайречните (старици), а по вододелните била се срещат карстово-суфозианни езера. Най-големите езера са разположени по заливната тераса на река Вятка, като много от тях не са изследвани и нямат имена. Най-големия изкуствен водоем е Белохолунецкото водохранилище (13 km2) на река Белая Холуница, ляв приток на Вятка. Блатата заемат 1,11% от територията на Кировска област – 1333 km2, като най-голямото блато е Саламатевското, разположено в североизточната ѝ част.

### Почви, растителност, животински свят
Най-разпространените почви в областта са подзолистите (35% от територията) под иглолистни гори и ливадно-подзолистите (45%) под смесени гори. В района на възвишението Вятски Ували има по-плодородни ливадно-карбонатни, а по долините на реките – алувиално-ливадни почви (6%). По плоските вододели и в заблатените низини се срещат блатни почви (6%), а по десния бряг на река Вятка, в южните части на областта – сиви горски почви (7%).
Кировска област разполага с големи горски ресурси (дървесни запаси 800 млн.m3), като горския фонд заема около 7 млн.ха, основно смърч и ела. На юг горите са смесени. Основните горски масиви са съсредоточени в северните райони, където залесеността достига 70 – 90%. Смърчовите и еловите гори заемат 34,6% от цялата горска площ, боровите 21,5%, брезови 32,1%, осикови 105%, други 1,3%. Ливадите и пасищата (729 хил.ха) са разпространени по заливните тераси на река Вятка и нейните притоци.
Животинския свят е представен от бялка, лисица, бял заек, видра, рис, мечка, лос, а на североизток северен елен. Аклиматизирани са ондатра, енотовидно куче, речен бобър. Реките и водоемите на областта са богати на различни видове риби.

## Население
На 1 януари 2017 г. населението на Кировска област е наброявало 1 283 400 души (38-о място в Руската Федерация, 0,87% от нейното население). Плътност 10,66 души/km2. Градско население 76,82%.

### Национален състав
Съгласно преброяването през 2010 г.:
- руснаци – 1 199 691 души,
- татари – 36 457 души,
- марийци – 29 598 души,
- удмурти – 13 639 души,
- украинци – 7718 души
- лица, които не са указали националност – 35 585 души

## Административно-териториално деление
В административно-териториално отношение Кировска област се дели на 6 областни градски окръга, 39 муниципални района, 18 града, в т.ч. 5 града с областно подчинение (Вятски поляни, Киров, Кирово Чепецк, Котелнич и Слободской) и 13 града с районно подчинение и 40 селища от градски тип.
| Административна единица | Площ (km2) | Население (2017 г.) | Административен център | Население (2017 г.) | Разстояние до Киров (в km) | Други градове и сгт с районно подчинение |
| ----------------------- | ---------- | ------------------- | ---------------------- | ------------------- | -------------------------- | ---------------------------------------- |
| Областни градски окръзи |            |                     |                        |                     |                            |                                          |
| І. Вятски Поляни        | 28         | 32 817              | гр. Вятски Поляни      | 32 817              | 350                        |                                          |
| ІІ. Киров               | 757        | 527 733             | гр. Киров              | 501 468             |                            |                                          |
| ІІІ. Кирово Чепецк      | 53         | 73 279              | гр. Кирово Чепецк      | 73 279              | 40                         |                                          |
| ІV. Котелнич            | 29         | 23 966              | гр. Котелнич           | 23 966              | 124                        |                                          |
| V. Слободской           | 50         | 33 115              | гр. Слободской         | 33 115              | 35                         |                                          |
| VІ. Первомайски         | 840        | 6534                | сгт Первомайски        | 6534                | 41                         |                                          |
| Муниципални райони      |            |                     |                        |                     |                            |                                          |
| 1. Арбажки              | 1410       | 6056                | сгт Арбаж              | 3207                | 204                        |                                          |
| 2. Афанасиевски         | 5230       | 12 547              | сгт Афанасиево         | 3454                | 270                        |                                          |
| 3. Белохолуницки        | 4236       | 17 445              | гр. Белая Холуница     | 10 517              | 82                         |                                          |
| 4. Богородски           | 1443       | 4172                | сгт Богородское        | 2554                | 127                        |                                          |
| 5. Верхнекамски         | 10 370     | 27 783              | гр. Кирс               | 9589                | 281                        | Лесной, Руднични, Светлополянск          |
| 6. Верхошижемски        | 2415       | 8800                | сгт Верхошижеме        | 4172                | 85                         |                                          |
| 7. Вятско-Полянски      | 908        | 28 003              | гр. Вятски Поляни      |                     | 350                        | Красная Поляна                           |
| 8. Даровски             | 3757       | 10 201              | сгт Даровской          | 6630                | 184                        |                                          |
| 9. Зуевски              | 2820       | 19 897              | гр. Зуевка             | 10 595              | 121                        |                                          |
| 10. Кикнурски           | 1680       | 7966                | сгт Кикнур             | 4521                | 301                        |                                          |
| 11. Килмезки            | 3106       | 11 409              | сгт Килмез             | 5636                | 358                        |                                          |
| 12. Кирово-Чепецки      | 2210       | 22 140              | гр. Кирово Чепецк      |                     | 40                         |                                          |
| 13. Котелнически        | 3979       | 13 485              | гр. Котелнич           |                     | 124                        |                                          |
| 14. Куменски            | 1911       | 16 479              | сгт Кумени             | 4741                | 65                         | Нижнеивкино                              |
| 15. Лебяжки             | 1336       | 7371                | сгт Лебяже             | 3141                | 271                        |                                          |
| 16. Лузки               | 5360       | 15 997              | гр. Луза               | 10 359              | 501                        | Лалск                                    |
| 17. Малмижки            | 2190       | 23 533              | гр. Малмиж             | 7531                | 294                        |                                          |
| 18. Мурашински          | 3430       | 11 204              | гр. Мураши             | 6322                | 112                        |                                          |
| 19. Нагорски            | 7326       | 8578                | сгт Нагорск            | 4476                | 157                        |                                          |
| 20. Немски              | 2158       | 6928                | сгт Нема               | 3450                | 147                        |                                          |
| 21. Нолински            | 2250       | 19 556              | гр. Нолинск            | 9720                | 143                        | Аркул                                    |
| 22. Омутнински          | 5168       | 40 915              | гр. Омутнинск          | 22 317              | 190                        | Восточни, Песковка                       |
| 23. Опарински           | 6043       | 9760                | сгт Опарино            | 3887                | 343                        |                                          |
| 24. Оричевски           | 2490       | 29 680              | сгт Оричи              | 9714                | 55                         | Льовинци, Мирни, Стрижи                  |
| 25. Орловски            | 1989       | 12 225              | гр. Орлов              | 6709                | 77                         |                                          |
| 26. Пижански            | 1160       | 9773                | сгт Пижанка            | 3766                | 264                        |                                          |
| 27. Подосиновски        | 4265       | 14 247              | сгт Подосиновец        | 3777                | 454                        | Демяново, Пинюг                          |
| 28. Санчурски           | 1490       | 8406                | сгт Санчурск           | 4169                | 312                        |                                          |
| 29. Свечински           | 1773       | 7297                | сгт Свеча              | 4210                | 176                        |                                          |
| 30. Слободской          | 3712       | 30 730              | гр. Слободской         |                     | 35                         | Вахруши                                  |
| 31. Советски            | 2330       | 25 146              | гр. Советск            | 15 646              | 227                        |                                          |
| 32. Сунски              | 1260       | 5910                | сгт Суна               | 2055                | 92                         |                                          |
| 33. Тужински            | 1530       | 6592                | сгт Тужа               | 4288                | 219                        |                                          |
| 34. Унински             | 2130       | 7934                | сгт Уни                | 4233                | 225                        |                                          |
| 35. Уржумски            | 3025       | 24 096              | гр. Уржум              | 9981                | 195                        |                                          |
| 36. Фаленски            | 2510       | 9247                | сгт Фаленки            | 4788                | 151                        |                                          |
| 37. Шабалински          | 3916       | 9365                | сгт Ленинское          | 4686                | 204                        |                                          |
| 38. Юрянски             | 3031       | 19 025              | сгт Юря                | 7373                | 68                         | Муригино                                 |
| 39. Ярански             | 2431       | 23 753              | гр. Яранск             | 16 106              | 257                        |                                          |

## Икономика и транспорт
В Киров има летище от регионално значение. Киров е свързан с железопътен транспорт с градовете от Транссибирската магистрала, (Москва и Владивосток).
Развита е и мрежата от автомобилни пътища с твърдо покритие.

### Селско стопанство
В основата областта на селското стопанство - животновъдство; отглеждат се зърнени култури, картофи, зеленчуци и лен.
| хиляди хектара | 2810 | 2193,9 | 1838,1 | 1626,9 | 1207,9 | 853,0 | 862,8 |